# Terminator (film)
Terminator (The Terminator) è un film del 1984 diretto da James Cameron.
La trama fantascientifica, scritta da Cameron con Gale Anne Hurd, è incentrata sul personaggio del titolo, un cyborg assassino (interpretato da Arnold Schwarzenegger) inviato indietro nel tempo dal 2029 al 1984 per uccidere Sarah Connor (Linda Hamilton), il cui figlio un giorno diventerà un salvatore contro le macchine in un futuro postapocalittico. Michael Biehn interpreta Kyle Reese, un soldato del futuro inviato anch'egli indietro nel tempo per proteggere Sarah. I produttori esecutivi John Daly e Derek Gibson della Hemdale Film Corporation ebbero un ruolo importante nel finanziamento e nella produzione del film.
Distribuito negli Stati Uniti dalla Orion Pictures il 26 ottobre 1984, Terminator dominò il botteghino per due settimane. La pellicola diede notorietà internazionale a Cameron come regista, contribuì a consolidare la carriera di Schwarzenegger come attore e venne acclamata dalla critica, che ne lodò il ritmo, le scene d'azione e l'interpretazione di Schwarzenegger. Il suo successo diede origine a un franchise composto da quattro sequel (Terminator 2 - Il giorno del giudizio, Terminator 3 - Le macchine ribelli, Terminator Salvation e Terminator - Destino oscuro, il sequel diretto di Terminator 2), dal reboot Terminator Genisys, dalla serie televisiva Terminator: The Sarah Connor Chronicles, dalla serie animata anime sulla piattaforma Netflix Terminator Zero, da fumetti, romanzi e videogiochi. Nel 2008 Terminator fu selezionato dalla Biblioteca del Congresso per la conservazione nel National Film Registry poiché considerato "culturalmente, storicamente o esteticamente significativo".

## Trama
A Los Angeles giungono due figure dall'anno 2029, un Terminator, cyborg assassino dalle fattezze umane, e un soldato umano chiamato Kyle Reese, entrambi alla ricerca di una ragazza chiamata Sarah Connor. Il Terminator inizia a uccidere tutte le omonime, così come appaiono nell'elenco telefonico, e l'eco mediatica allarma la ragazza, che viene salvata da Reese in un night. Reese e Sarah fuggono con un'auto rubata inseguiti dal Terminator, solo apparentemente ferito dai colpi di arma da fuoco.
Kyle spiega a Sarah che, in un futuro prossimo, una rete globale di difesa di intelligenza artificiale nota come Skynet, raggiungerà l'autocoscienza, ribellandosi all'umanità e scatenando un olocausto nucleare, e che John Connor, il futuro figlio di Sarah, sarà il leader di un movimento di resistenza che manderà la malvagia intelligenza artificiale sull'orlo della sconfitta; il Terminator è stato mandato indietro nel tempo per uccidere Sarah prima della nascita di John. Il Terminator è un'efficiente macchina assassina con un potente endoscheletro metallico e uno strato esterno di tessuto vivente che lo fa sembrare un normale essere umano. Il cyborg assassino non si fermerà in nessun modo, fino a quando non avrà ucciso Sarah. Sconvolta, la ragazza domanda a Kyle se c'è modo di fermarlo, ma il ragazzo ammette che le armi a disposizione di quel tempo, potrebbero non bastare. Kyle e Sarah, rifugiatisi in un parcheggio sotterraneo, vengono di nuovo attaccati dal Terminator, che inscena un nuovo inseguimento automobilistico, al termine del quale Kyle e Sarah vengono catturati dalla polizia.
Kyle viene interrogato dallo psicologo Silberman, rivelando dettagli sulla guerra futura e sulla sua missione, mentre la donna viene interrogata dal tenente Traxler e dal sergente Vukovich. Nel frattempo, il Terminator si reca in una locanda fatiscente, dove esegue alcune riparazioni su se stesso (rivelando il suo funzionamento interno), poi assalta la stazione di polizia, invulnerabile e armato fino ai denti, uccidendo tutti i presenti (fra cui Traxler e Vukovic), ma lasciandosi sfuggire Sarah e Kyle. I due riescono a scappare e trascorrono la notte sotto un ponte prima di cercare rifugio in un motel, dove assemblano alcune bombe. Sarah si rende conto che il Terminator li troverà di nuovo, e che non saranno mai al sicuro, non importa dove andranno.
Kyle, innamorato di Sarah da quando John gli diede una sua fotografia, le confessa i suoi sentimenti, e i due hanno un rapporto sessuale. Nella stessa notte il Terminator scopre il loro nascondiglio nel motel, dopo che Sarah aveva chiamato la madre e detto dove si trovava, senza sapere che in realtà era il cyborg al telefono e Kyle e Sarah fuggono nuovamente, questa volta a bordo di un camioncino. Nel successivo inseguimento, Kyle lancia delle bombe al Terminator, ma non riesce a bloccarlo, venendo anzi ferito. La donna fa cadere il Terminator dalla sua moto, ma nella manovra perde il controllo del mezzo, che si ribalta. Quest'ultimo rialzatosi, dopo essere stato travolto da un camion cisterna, sale alla guida del mezzo, mettendosi all'inseguimento dei due, che sono fuggiti a piedi. Kyle fa scivolare una bomba tubo nel rimorchio del combustibile del camion, provocandone l'esplosione. Il Terminator emerge dal camion bruciato ricoperto dalle fiamme, per poi cadere a terra, apparentemente distrutto. Ma, pochi secondi dopo, lo scheletro metallico si alza e continua a inseguirli, costringendoli a rifugiarsi all'interno di una fabbrica.
Kyle attiva i macchinari della fabbrica per cercare di confondere l'inseguitore e lo attacca con un tubo metallico, ma viene colpito duramente e fatto cadere. Oramai allo stremo, riesce a infilare la sua ultima bomba tubo nell'addome del Terminator e lo fa esplodere, rimanendo però ucciso e ferendo Sarah. Mentre Sarah piange sul cadavere di Kyle, ciò che resta del Terminator si alza ancora una volta e tenta di strangolarla, ma la donna riesce a liberarsi dalla sua presa e striscia via, attirandolo e schiacciandolo sotto una pressa idraulica.
Sei mesi dopo, una Sarah incinta è in viaggio attraverso il Messico. Lungo la strada ella registra un nastro audio che intende passare a John, suo figlio non ancora nato, insicura sul fatto di confessargli che Kyle era suo padre. Mentre si ferma presso un distributore di benzina, un ragazzino le scatta una fotografia con una polaroid, che poi sarà la stessa fotografia che tanti anni dopo John darà a Kyle. Sarah riprende la strada, mentre all'orizzonte si scorgono nuvole temporalesche.

## Produzione

### Sceneggiatura

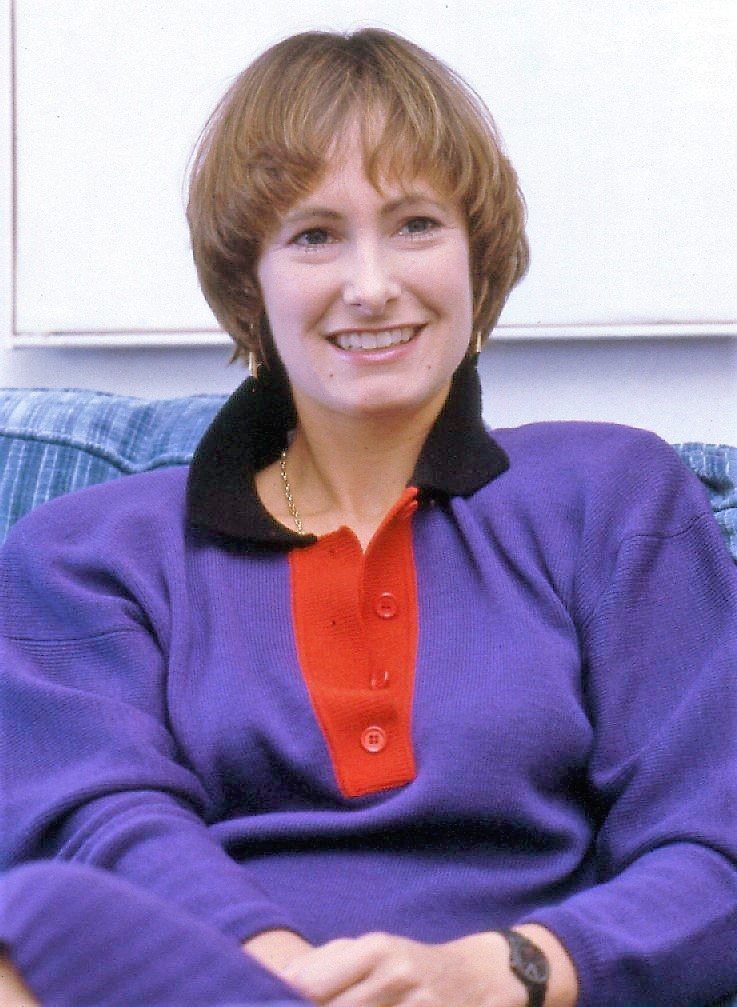
Gale Anne Hurd acquistò i diritti per Terminator da James Cameron per un dollaro.

Durante i giorni della presentazione a Roma del film Piraña paura, il regista Cameron si ammalò ed ebbe un incubo, in cui sognò un torso metallico che si trascinava fuori da un'esplosione mentre teneva in mano dei coltelli da cucina. Ispirandosi a John Carpenter, che aveva diretto il film slasher Halloween - La notte delle streghe (1978) con un budget ridotto, Cameron utilizzò il sogno come "rampa di lancio" per scrivere un film in stile slasher.
Quando Cameron tornò a Pomona, si trasferì a casa di Randall Frakes, dove scrisse la bozza di Terminator. Cameron in seguito dichiarò che le sue influenze, mentre scriveva il soggetto, erano i film di fantascienza degli anni cinquanta, la serie TV anni sessanta The Outer Limits e alcuni film contemporanei come Driver l'imprendibile (1978) e Interceptor - Il guerriero della strada (1981). Per tradurre la bozza in una sceneggiatura, Cameron incaricò il suo amico William Wisher Jr., che aveva un approccio alla narrazione molto simile al suo. Cameron chiese a Wisher di scrivere le prime scene che coinvolgono Sarah Connor e le scene del dipartimento di polizia. Poiché Wisher viveva lontano da Cameron, le sue idee per la sceneggiatura vennero tratte dalle registrazioni delle loro conversazioni telefoniche. All'agente di Cameron però non piacque il concept di Terminator e gli chiese di lavorare su qualcos'altro. Di conseguenza, Cameron lo licenziò.
Lo schema iniziale della sceneggiatura prevedeva due Terminator inviati nel passato. Il primo era simile a quello che sarebbe poi stato il Terminator del film, mentre il secondo era formato di metallo liquido e non poteva essere distrutto dalle armi convenzionali. Tuttavia, Cameron ritenne che la tecnologia del tempo non fosse in grado di creare il "Terminator liquido", così ripropose l'idea solo in occasione del sequel Terminator 2 - Il giorno del giudizio.
Gale Anne Hurd, che aveva lavorato alla New World Pictures come assistente di Roger Corman, mostrò interesse per il progetto. Cameron le vendette i diritti di Terminator per un dollaro in cambio dell'accordo che lei l'avrebbe prodotto solo se fosse stato lui a dirigerlo. Hurd suggerì alcune modifiche alla sceneggiatura e per questo venne accreditata come sceneggiatrice, anche se Cameron dichiarò in seguito che "non scrisse effettivamente nulla". Cameron e Hurd avevano conoscenze comuni che avevano lavorato in precedenza con Roger Corman e che all'epoca lavoravano presso la Orion Pictures. La Orion accettò quindi di distribuire il film se Cameron avesse ottenuto sostegno finanziario altrove. La sceneggiatura fu esaminata da John Daly, presidente della Hemdale Film Corporation, e dal suo vicepresidente esecutivo Derek Gibson.
Cameron voleva concludere l'affare, così si fece precedere all'incontro dal suo amico Lance Henriksen vestito da Terminator, con finti tagli sul viso e della carta stagnola dorata sui denti. Cameron arrivò poco dopo, rivelando la messinscena. Daly rimase impressionato dalla sceneggiatura, dagli schizzi di Cameron e dalla sua passione per il film. Così, alla fine del 1982, Daly accettò di finanziare il film con l'aiuto della HBO e della Orion. Il budget fu originariamente fissato a 4 milioni di dollari e successivamente alzato a 6,4 milioni. Hemdale, Pacific Western Productions e Cinema '84 furono accreditate come società di produzione dopo l'uscita del film.

### Cast
- Arnold Schwarzenegger interpreta il Terminator, un androide cibernetico travestito da essere umano, inviato indietro nel tempo per uccidere Sarah Connor. Schwarzenegger fu inizialmente contattato per il ruolo di Kyle Reese poiché la Orion voleva una star la cui popolarità stesse aumentando negli Stati Uniti, ma che avesse appeal anche all'estero. Il cofondatore della Orion Mike Medavoy incontrò Schwarzenegger e mandò al suo agente la sceneggiatura di Terminator.[11] Cameron era dubbioso sul casting di Schwarzenegger come Reese poiché riteneva che gli sarebbe servito qualcuno di ancora più grosso per interpretare il Terminator. Quest'ultimo ruolo fu offerto anche a Sylvester Stallone e Mel Gibson, ma entrambi rifiutarono.[15] Lo studio suggerì inoltre O. J. Simpson, ma Cameron non lo trovava credibile come killer.[16][17] Cameron accettò quindi di incontrare Schwarzenegger, ma mise a punto un piano per non includerlo nel film: aveva infatti progettato di litigare con l'attore e di riferire poi alla Hemdale che non lo aveva trovato idoneo per il ruolo.[16] Tuttavia, durante l'incontro, Cameron fu intrattenuto da Schwarzenegger che parlava di come il cattivo avrebbe dovuto essere interpretato. Cameron iniziò quindi a disegnare la sua faccia su un block notes e chiese a Schwarzenegger di smettere di parlare e di rimanere fermo.[17] Dopo l'incontro, Cameron tornò da Daly e disse che Schwarzenegger non avrebbe interpretato Reese, ma che "avrebbe interpretato un Terminator infernale".[18] Schwarzenegger non era però molto interessato al film; durante un'intervista sul set di Conan il distruttore (1984), un intervistatore lo interrogò riguardo a un paio di scarpe che aveva (che erano per Terminator). Lui rispose: "Oh, un film di merda che sto facendo, occuperà un paio di settimane".[19] Nel suo libro di memorie Total Recall raccontò che inizialmente era titubante, ma pensò che interpretare un robot in un film contemporaneo sarebbe stato un impegnativo cambiamento di passo da Conan il barbaro e che il film era abbastanza di basso profilo da non danneggiare la sua carriera se non avesse avuto successo. In preparazione al ruolo, Schwarzenegger passò tre mesi ad allenarsi con le armi per poter essere a proprio agio nell'usarle.[18] Schwarzenegger ha solo 18 battute nel film, e meno di 100 parole. Cameron disse che "In qualche modo, anche il suo accento funzionò [...] Aveva una strana qualità sintetizzata, come se non avessero ottenuto una voce abbastanza elaborata".[20]
- Michael Biehn nel ruolo di Kyle Reese, un combattente della resistenza umana, inviato indietro nel tempo per proteggere Sarah. Per il ruolo furono suggeriti vari altri interpreti, tra cui il musicista Sting.[21] Cameron scelse Biehn, che originariamente era scettico e riteneva che il film fosse stupido, ma l'incontro con Cameron, gli fece cambiare idea[21] Hurd affermò che "quasi tutti gli altri che erano venuti ai provini erano così duri che non avresti mai creduto che ci fosse questa connessione umana tra Sarah Connor e Kyle Reese. Non hanno molto tempo per innamorarsi. Molta gente entrava e non riusciva a tirarlo fuori".[22] Per entrare nel personaggio, Biehn studiò la resistenza polacca.[23]
- Linda Hamilton nel ruolo di Sarah Connor, l'obiettivo del Terminator, che presto sarà la madre del futuro leader della resistenza John Connor. Nelle prime pagine della sceneggiatura, il personaggio di Sarah Connor è scritto come "diciannovenne, piccola e dai lineamenti delicati. Carina in modo imperfetto e accessibile. Non interrompe la festa quando entra, ma ti piacerebbe conoscerla. La sua qualità vulnerabile maschera una forza che nemmeno lei sa di avere".[24] Cameron scelse Hamilton, che aveva appena finito di recitare in Grano rosso sangue.[25] Rosanna Arquette aveva precedentemente effettuato un provino.[26]
- Paul Winfield nel ruolo di Ed Traxler, un tenente di polizia che indaga sugli omicidi delle omonime di Sarah.
- Lance Henriksen nel ruolo di Hal Vukovic, un sergente di polizia che indaga sugli omicidi delle omonime di Sarah. Cameron volle Henriksen nel film in quanto era stato essenziale nel trovare i finanziamenti[27]. In origine Henriksen fu ingaggiato per il ruolo del cyborg.
- Earl Boen nel ruolo del dottor Peter Silberman, uno psicologo criminale.
- Bess Motta nel ruolo di Ginger Ventura, coinquilina di Sarah.
- Rick Rossovich nel ruolo di Matt Buchanan, il ragazzo di Ginger.

Gli attori aggiuntivi includono Shawn Shepps nella parte di Nancy, la collega di Sarah; Dick Miller nella parte del proprietario del negozio d'armi; il bodybuilder professionista Franco Columbu (amico e compagno di allenamento di Schwarzenegger) nella parte del Terminator nel 2029; Bill Paxton, Brad Rearden e Brian Thompson nella parte dei punk che si confrontano con il Terminator all'inizio del film; e Marianne Muellerleile nella parte della prima Sarah Connor uccisa dal Terminator.

### Riprese
Le riprese di Terminator sarebbero dovute partire all'inizio del 1983 a Toronto, ma furono sospese quando il produttore Dino De Laurentiis applicò un'opzione nel contratto di Schwarzenegger che lo avrebbe reso indisponibile per nove mesi mentre stava girando Conan il distruttore. Durante il periodo di attesa, Cameron fu messo sotto contratto per scrivere la sceneggiatura di Rambo 2 - La vendetta (1985), perfezionò lo script di Terminator e incontrò i produttori David Giler e Walter Hill per discutere di Aliens - Scontro finale (1986).
L'interferenza da parte della Orion Pictures fu limitata. Due suggerimenti proposti dalla Orion furono l'aggiunta di un androide canino per Reese, che Cameron rifiutò, e rafforzare l'interesse amoroso tra Sarah e Reese, che Cameron accettò. Una delle pistole viste nel film e sulla locandina era una AMT Longslide modificata da Ed Reynolds della SureFire per includere un mirino laser. Furono create sia versioni non funzionanti sia versioni funzionanti dell'arma. All'epoca delle riprese i diodi laser non erano disponibili; a causa del fabbisogno di potenza elevata, il laser a elio-neon a vista usava un alimentatore esterno che Schwarzenegger doveva attivare manualmente. Reynolds affermò che il suo unico compenso fu del materiale promozionale.
Le riprese iniziarono nel marzo 1984 a Los Angeles. Cameron sentì che con Schwarzenegger sul set, lo stile del film era cambiato. La maggior parte delle scene d'azione del Terminator furono girate di notte, il che portò a serrate tabelle di marcia prima dell'alba. Una settimana prima dell'inizio delle riprese, Linda Hamilton si slogò la caviglia, portando a un cambiamento di produzione in base al quale le scene in cui Hamilton doveva correre si sarebbero girate il più tardi possibile. La caviglia di Hamilton veniva fasciata ogni giorno, e l'attrice trascorse la maggior parte delle riprese dolorante.
Schwarzenegger cercò di far cambiare l'iconica frase "I'll be back" poiché aveva difficoltà a pronunciare "I'll". Egli riteneva inoltre che il suo personaggio robotico avrebbe usato un linguaggio dichiarativo e privo di contrazioni. Cameron si rifiutò di cambiare la battuta in "I will be back", così Schwarzenegger lavorò per pronunciare la battuta nel miglior modo possibile. In seguito l'avrebbe pronunciata in numerosi film durante tutta la sua carriera.
Dopo il termine della lavorazione, furono necessarie alcune riprese in post-produzione; queste includono scene che mostrano il Terminator all'esterno dell'appartamento di Sarah Connor, Reese che viene chiuso in una body bag e la testa del Terminator che viene schiacciata da una pressa.

### Effetti speciali
Per realizzare gli effetti speciali del Terminator, Cameron voleva Dick Smith che aveva precedentemente lavorato a Il padrino e Taxi Driver. Smith non accettò l'offerta e suggerì invece il suo amico Stan Winston. Per creare l'aspetto del Terminator, Winston e Cameron si passarono vari schizzi, decidendosi infine su un design quasi identico a quello originale di Cameron a Roma. Winston aveva una squadra di sette artisti che lavorarono per sei mesi per creare un pupazzo di Terminator; esso fu prima stampato in argilla, poi in gesso rinforzato con nervature in acciaio. Questi pezzi furono quindi sabbiati, verniciati e poi cromati. Winston scolpì una riproduzione del volto di Schwarzenegger in diverse pose su silicone, argilla e gesso.
Le sequenze ambientate nel 2029 e le scene a passo uno furono sviluppate dalla Fantasy II, una società di effetti visivi guidata da Gene Warren Jr. Un modello a passo uno viene utilizzato in diverse scene del film che coinvolgono il telaio scheletrico del Terminator. Cameron voleva convincere gli spettatori che esso era capace di fare quello che vedevano fare a Schwarzenegger. Per permetterlo, fu girata una scena con Schwarzenegger ferito e zoppicante; questo zoppicamento rese più facile per il modello imitare l'attore.

## Colonna sonora
Beth Donahue, una nuova agente della Gorfaine/Schwartz Agency di cui Brad Fiedel è cliente, scoprì che Cameron stava lavorando a Terminator, e gli mandò una cassetta della musica di Fiedel. Il compositore fu invitato a una proiezione del film con Cameron e Hurd, che era scettica riguardo al compositore poiché egli aveva lavorato solo a musica televisiva in precedenza, e non a film cinematografici. Fiedel convinse i due ad assumerlo mostrando loro un pezzo sperimentale su cui aveva lavorato.
Fiedel descrisse la musica del film come riguardante "un uomo meccanico e il suo battito cardiaco". Quasi tutta la musica del film fu eseguita dal vivo. Il tema principale viene suonato sui titoli di testa e in vari punti del film in versione accelerata; sono presenti inoltre una versione rallentata quando Reese muore e una al pianoforte durante la scena di sesso. È stato descritto come avente una "linea melodica ingannevolmente semplice" e una "ossessionante musica di sintetizzatore". È in un tempo di 13/16, venuto fuori mentre Fiedel sperimentava con la traccia ritmica sulla sua attrezzatura musicale; fu inizialmente accidentale, ma Fiedel trovò che gli piaceva la "propulsività irregolare". Per quando Reese e Connor fuggono dalla stazione di polizia, Fiedel creò della musica che sarebbe stata opportuna per un "momento eroico". Cameron rifiutò questo tema, perché credeva che avrebbe perso l'eccitazione del pubblico.

### Album
La colonna sonora del film fu pubblicata nel 1984 dalla Enigma Records. Le prime sei tracce della colonna sonora comprendono brani strumentali, mentre le altre cinque sono canzoni pop-rock eseguite da vari artisti e udibili nel walkman di Ginger e al Tech-Noir. La DCC Compact Classics pubblicò l'album su CD e musicassetta il 1º luglio 1991. Delle edizioni rimasterizzate sono state pubblicate nel 1995 dalla Edel AG e nel 2016 dalla Milan Records, stavolta contenenti esclusivamente brani strumentali di Fiedel.
Tracce
1. The Terminator Theme – 4:30 (Brad Fiedel)
2. Terminator Arrival – 3:00 (Fiedel)
3. Tunnel Chase – 2:50 (Fiedel)
4. Love Scene – 1:15 (Fiedel)
5. Future Remembered – 2:40 (Fiedel)
6. Factory Chase – 3:50 (Fiedel)
7. Tané McClure e Tryanglz – You Can't Do That – 3:25 (Ricky Phillips)
8. Tanè McClure e Tryanglz – Burnin' in the Third Degree – 3:38 (T. McClure, Mugs Cain, Dave Amato, Brett Tuggle, Phillips)
9. Jay Ferguson e 16mm – Pictures of You – 3:58 (Jay Ferguson)
10. Tahnee Cain & Tryanglz – Photoplay – 3:30 (T. McClure, Pug Baker, Jonathan Cain)
11. Lin Van Hek – Intimacy – 3:40 (Van Hek, Joe Dolce)

Durata totale: 36:16

## Distribuzione

### Data di uscita
Le date di uscita internazionali sono state:
- 26 ottobre 1984 negli Stati Uniti d'America
- 20 dicembre in Australia
- 22 dicembre in Corea del Sud
- 11 gennaio 1985 in Italia e Regno Unito
- 18 gennaio in Spagna (Terminator)
- 8 febbraio in Svezia (Terminator)
- 9 febbraio nelle Filippine
- 15 febbraio in Danimarca (Terminator) e Finlandia (Terminator - tuhoaja)
- 21 febbraio nei Paesi Bassi
- 27 febbraio in Svizzera
- 15 marzo in Germania Ovest (Terminator)
- 22 marzo a Hong Kong
- 25 marzo in Brasile (O Exterminador do Futuro)
- 28 marzo in Norvegia (Terminator)
- 29 marzo a Taiwan
- 10 aprile in Colombia
- 18 aprile in Argentina (Terminator)
- 24 aprile in Francia (Terminator) e Grecia (Ο εξολοθρευτής)
- 1º maggio in Perù (Terminator)
- 4 maggio in Giappone (Terminator)
- 17 maggio in Irlanda (Terminator)
- 24 maggio in Portogallo (O Exterminador Implacável)
- 19 giugno in Islanda (Tortímandinn)
- 4 luglio in Uruguay (Terminator)
- 1º marzo 1987 in Polonia (Elektroniczny morderca)
- gennaio 1988 in Turchia (Yokedici)
- 26 maggio in Ungheria (Terminátor - A halálosztó)
- 1º settembre 1990 in Cecoslovacchia (Terminátor)

### Edizione italiana
La versione italiana del film è a cura di Enzo Ocone. Il doppiaggio fu eseguito dalla F.C.M. presso la Fono Roma e diretto da Carlo Marini su dialoghi di Letizia Ciotti Miller. Il copione è caratterizzato, oltre che da alcuni errori di adattamento (come il nome della Cyberdyne Systems tradotto in "Sistemi Cibernetici" o l'uso della -s finale per il plurale dei termini inglesi), anche da diversi dialoghi cambiati senza motivo apparente. Tra questi c'è la celebre frase "I'll be back" ("Tornerò") che diventa "Aspetto fuori", perdendo così il senso all'interno del film e impedendo che venga riconosciuta negli altri film in cui è pronunciata.

### Edizioni home video
Terminator fu distribuito in VHS e Betamax in America del Nord nel 1985. Ebbe un buon successo, debuttando al 35º posto tra i noleggi e al 20º tra le vendite. Nella sua seconda settimana raggiunse il 4º tra i noleggi e il 12º tra le vendite. Nel marzo 1995 fu distribuito su Laserdisc in una versione letterbox. In Italia fu invece pubblicato in VHS dalla Domovideo negli anni ottanta, poi ristampato sempre in VHS dalla Cecchi Gori Home Video negli anni novanta e in laserdisc dalla Multigram.
Il 3 settembre 1997 il film fu pubblicato in DVD in America del Nord dalla Image Entertainment, ancora in versione letterbox; IGN definì questo DVD "piuttosto scarno [...] pubblicato con una traccia audio in mono e un trasferimento più o meno scarso". Il 23 gennaio 2001 fu distribuita online un'edizione VCD. Attraverso l'acquisizione del catalogo pre-1996 della PolyGram Filmed Entertainment, il 2 ottobre 2001 la Metro-Goldwyn-Mayer pubblicò un'edizione speciale in due DVD del film completamente rimasterizzato, che includeva come extra i documentari Il making of di Terminator - Una retrospettiva e Other Voices: Creating 'The Terminator', scene eliminate, trailer e spot televisivi, una galleria fotografica e tre versioni della sceneggiatura; fu resa disponibile anche un'edizione monodisco. In Italia fu invece pubblicato dalla Cecchi Gori Home Video in edizione a due dischi il 29 agosto 2001 e a disco singolo il 19 febbraio 2002. L'edizione monodisco (ristampata il 3 dicembre nella collana I grandi film) include il trailer, note biografiche del cast e filmografie di regista e attori principali, mentre quella a due dischi presenta in più i due documentari e le scene eliminate già presenti nella versione nordamericana; la rimasterizzazione dell'audio italiano provocò però diversi buchi audio, rimasti anche nelle edizioni successive. L'edizione speciale MGM fu pubblicata in Italia il 24 novembre 2004, distribuita dalla 20th Century Fox Home Entertainment.
Il 20 giugno 2006 il film fu pubblicato in Blu-ray Disc in America del Nord dalla Sony Pictures Home Entertainment; l'edizione venne criticata per la scarsa quantità di extra (tutti mutuati dall'edizione DVD), che consistono unicamente nelle scene eliminate, Il making of di Terminator - Una retrospettiva e un episodio di Other Voices. Per l'estero la MGM realizzò invece una "definitive edition" su doppio DVD, pubblicata in Italia dalla Fox l'8 novembre; l'edizione presenta il film con lo stesso master del BD nordamericano e include tutti gli extra dell'edizione speciale insieme a due nuovi documentari e a due Easter egg (uno per disco). Il 18 giugno 2008 fu pubblicata anche un'edizione monodisco priva di extra. La Fox ha poi distribuito una nuova edizione BD, uscita in Italia il 13 novembre 2012 (e poi ristampata in versione digibook e steelbook) e in America del Nord tre mesi dopo; il film è stato rimasterizzato nel video, ma l'edizione include gli stessi extra di quella precedente.
Nei titoli di coda del film, è stata aggiunta una menzione speciale nella quale i creatori del film "riconoscono il lavoro di Harlan Ellison" ("to acknowledge the works of Harlan Ellison"). Questa menzione speciale è stata aggiunta in seguito a una causa intentata da Ellison stesso, sostenendo che gran parte dell'idea del film fosse ripresa dal suo lavoro per la serie The Outer Limits. Cameron espresse la sua contrarietà alla decisione della Orion Pictures, il quale tuttavia lo obbligò ad accettare l'accordo con Ellison minacciandolo di fargli pagare personalmente i danni richiesti dallo stesso Ellison. Cameron in seguito dichiarò: "non avevo altra scelta che accettare l'accordo; venne anche imposto il silenzio sull'intera vicenda" ("had no choice but to agree with the settlement. There was a gag order as well")

## Accoglienza

### Incassi
Nel suo fine settimana di apertura, Terminator fu proiettato in 1.005 sale e incassò oltre quattro milioni di dollari, rimanendo al primo posto del botteghino per due settimane (nella terza fu invece superato da Oh, God! You Devil). In tutto in patria incassò 38.371.200 mentre all'estero 40 milioni, per un incasso globale di 78.371.200 dollari.

### Critica
Il film è stato accolto molto positivamente dalla critica. Rotten Tomatoes ha raccolto 68 recensioni tutte positive, con un voto medio di 8,80/10; il consenso recita: "Con le sue straordinarie sequenze d'azione, la sua regia tesa ed economica e il ritmo inesorabilmente veloce, è chiaro perché Terminator continua a essere un'influenza su film di fantascienza e d'azione". Su Metacritic ha un punteggio di 84 su 100, dato da 21 recensioni positive e una mista.
Variety elogiò il film, definendolo un "fumetto cinematico e fiammeggiante, pieno di virtuosismi cinematografici, impeto fantastico, interpretazioni solide e una storia avvincente (...) Schwarzenegger è perfettamente inserito in un ritratto robotico che richiede solo poche righe di dialogo". Richard Corliss di Time disse che il film ha "molto buon senso del tech-noir che mantiene soddisfatti gli infedeli e i fan di film d'azione". Time inserì Terminator nella sua lista dei dieci migliori film dell'anno.
Il Los Angeles Times definì il film "uno scoppiettante thriller pieno di dolcetti cruenti di ogni genere (...) carico di scene d'inseguimento a iniezione, effetti speciali intelligenti e un umorismo furbo". Il Milwaukee Journal diede al film tre stelle, definendolo "il più agghiacciante thriller di fantascienza dai tempi di Alien". Una recensione sulla rivista Orange Coast dichiarò che "la virtù distintiva di Terminator è la sua tensione implacabile. Fin dall'inizio è tutto azione e violenza senza tempo per creare la storia (...) È come un film di Harry Callaghan snellito – nessuna esposizione; solo armi, armi e ancora armi". Nel numero di maggio 1985 di Cinefantastique se ne parlò come un film che "riesce a essere allo stesso tempo derivativo e originale (...) il genere non mostrava una carneficina così esuberante dai tempi di Interceptor - Il guerriero della strada" e "un esempio di fantascienza d'orrore al suo meglio (...) l'approccio senza fronzoli di Cameron lo renderà un prodotto ricercato". Nel Regno Unito The Monthly Film Bulletin elogiò la sceneggiatura, gli effetti speciali, il design e l'interpretazione di Schwarzenegger.
Altre recensioni si incentrarono sul livello di violenza del film e sulla qualità narrativa. The New York Times opinò che il film fosse un "B-movie con stile. Gran parte di esso (...) ha suspense e personalità, e solo il caos obbligatorio diventa noioso. C'è molto di quest'ultimo, sotto forma di inseguimenti d'auto, sparatorie disordinate e il signor Schwarzenegger che sbatte brutalmente contro qualsiasi cosa lo ostacoli". Il Pittsburgh Press scrisse una recensione negativa, definendolo "solo un altro dei film intrisi di bruttezza artistica come Strade di fuoco e Blade Runner". Il Chicago Tribune diede al film due stelle, aggiungendo che "a volte è orribilmente violento e pieno di suspense mentre altre si prende in giro. Questo stile schizoide in realtà aiuta, fornendo un po' di umorismo proprio quando la trama fantascientifica diventa troppo lenta o i dialoghi troppo melensi". Il Newhouse News Service definì il film un "lurido, violento, pretenzioso pezzo di imbonimento". L'autore britannico Gilbert Adair definì il film "repellente fino all'eccesso", accusandolo di "insidiosa nazificazione" e di avere una "attrazione radicata in un empio complesso di fascismo, moda e fascino".
Nel 1991 Richard Schickel di Entertainment Weekly ha recensito il film assegnandogli una A e scrivendo che "quello che in origine sembrava un film un po' gonfiato, sebbene generoso ed energico, ora sembra un bel piccolo film" e lo definì "uno dei film più originali degli anni ottanta e sembra destinato a rimanere uno dei migliori film di fantascienza mai realizzati". Film4 diede al film cinque stelle, definendolo il "thriller d'azione fantascientifico che lanciò le carriere di James Cameron e Arnold Schwarzenegger nella stratosfera. Ancora infinitamente divertente". TV Guide diede al film quattro stelle che riferendosi a esso come a un "film sorprendentemente efficace che diventa doppiamente impressionante se si considera il suo piccolo budget (...) Per conto nostro, questo film è di gran lunga superiore al suo sequel con mega-incassi e mega-budget". Empire diede al film cinque stelle definendolo "terribilmente efficace nell'estrarre brividi dal suo pubblico quanto lo è il suo protagonista nell'esecuzione dei suoi obiettivi"; la rivista ha classificato Terminator al 92º posto nella sua lista dei 100 migliori film di sempre, e il protagonista al 28º posto tra i 100 migliori personaggi cinematografici. Il database di film AllMovie gli diede cinque stelle, affermando che "stabilì James Cameron come un maestro di azione, effetti speciali e intrighi narrativi quasi mitici, mentre trasformò Arnold Schwarzenegger nella stella muscolosa degli anni ottanta". Nel 1998 la Halliwell's Film Guide descrisse il film come "avventure fumettistiche astute, piuttosto sgradevoli, ma innegabilmente avvincenti".
Terminator ha ricevuto riconoscimento dall'American Film Institute. Il film si è classificato al 42º posto nella lista AFI's 100 Years... 100 Thrills. Il personaggio del Terminator è stato selezionato come il 22º miglior cattivo cinematografico nella lista AFI's 100 Years... 100 Heroes and Villains. La frase di Arnold "I'll be back" si è classificata al 37º posto nella lista AFI's 100 Years... 100 Movie Quotes.
Nel 2005 Total Film definì Terminator il 72º miglior film mai realizzato. Nel 2010 l'Independent Film & Television Alliance lo ha selezionato come uno dei trenta film indipendenti più significativi degli ultimi trent'anni. Nel 2015 è stato tra i film inclusi nel libro 1001 film. I grandi capolavori del cinema.

## Riconoscimenti
- 1985 – Saturn Award[91]
  - Miglior film di fantascienza
  - Miglior sceneggiatura a James Cameron e Gale Anne Hurd
  - Miglior trucco a Stan Winston
  - Candidato per il miglior attore ad Arnold Schwarzenegger
  - Candidato per la miglior attrice a Linda Hamilton
  - Candidato per la miglior regia a James Cameron
  - Candidato per la miglior colonna sonora a Brad Fiedel
- 1985 – Festival internazionale del film fantastico di Avoriaz
  - Grand Prix a James Cameron

## Altri media
Shaun Hutson scrisse un adattamento letterario del film che fu pubblicato il 21 febbraio 1985, dalla Star Books di Londra. Randall Frakes e William Wisher Jr. scrissero un adattamento differente per la Bantam Spectra, pubblicato nell'ottobre 1985.
I primi videogiochi ufficiali su Terminator furono pubblicati a partire dal 1991, all'epoca dell'uscita del secondo film. Ci sono comunque diversi titoli basati specificamente sul primo Terminator, pubblicati tra il 1991 e il 1993 per vari sistemi Nintendo e SEGA e per MS-DOS.